# 세리크 코나크바예프
세리크 케림베코비치 코나크바예프(카자흐어: Серік Керімбекұлы Қонақбаев 세리크 케림베쿨르 코나크바예프, 러시아어: Серик Керимбекович Конакбаев, 1959년 10월 25일~)는 소련의 권투 선수, 카자흐스탄의 정치인이다. 소련 국가대표 권투 선수로 활동하여 1980년 하계 올림픽 라이트웰터급 은메달을 획득했다.

## 경력
소련 카자흐 SSR의 파블로다르 출신이다. 아버지인 케림베크는 기술자로 일했으나 1977년에 교통 사고로 사망했다. 어머니인 발투간은 교사로 일했다. 1979년에 소련 국가대표로 발탁되었으며, 같은 해에 쾰른에서 열린 1979년 유럽 선수권 대회 라이트웰터급에서 이탈리아의 파트리치오 올리바를 꺾고 금메달을 획득했다.
1980년에는 모스크바에서 열린 1980년 하계 올림픽에 참가했으며, 이탈리아의 올리바의 뒤를 이어 라이트웰터급 은메달을 획득했다. 1981년에는 탐페레에서 열린 1981년 유럽 선수권 대회에서 동독의 카를하인츠 크뤼거를 누르고 우승을 차지했으며, 1982년에는 1982년 세계 선수권 대회 웰터급에서 미국의 마크 브릴랜드의 뒤를 이어 은메달을 획득했다. 이러한 국제 대회 활약으로 로스앤젤레스에서 열리는 1984년 하계 올림픽에서는 유력한 금메달 후보로 거론되었지만 소련이 해당 대회를 보이콧하면서 참가가 무산되었다. 올림픽 대신 참가한 아바나에서 열린 프렌드십 게임에서는 웰터급 동메달을 획득했다.
선수 생활을 마친 이후에는 권투 지도자와 공무원으로 활동했다. 은퇴 직후에는 알마알타의 콤소몰의 비서로 일했으며, 1986년부터 1990년까지 카자흐 SSR 권투 대표팀 코치로 활동했다. 1992년부터 2007년까지 카자흐스탄 프로 권투 연맹의 회장을 지냈으며, 회장직에서 물러난 후에는 명예 회장으로 추대되었다. 1999년에는 카자흐스탄 의원으로 선출되었으며, 2011년까지 의원을 지냈다. 또한 1995년부터 아시아 권투 연맹 집행위원을 맡고 있으며, 2010년부터 국제 복싱 협회 집행위원을 맡고 있다.